# Izvoarele (okręg Bihor)
Izvoarele (węg. Szolnokháza) – wieś w Rumunii, w okręgu Bihor, w gminie Viișoara. W 2011 roku liczyła 214 mieszkańców.